# Marching J
Marching J(마칭 제이)는 쟈니즈 사무소가 2011년 3월에 시작한 재해 지원 프로젝트이다.

## 개요
2011년 3월 11일에 발생한 도호쿠 지방 태평양 해역 지진(동일본 대지진)에 의해, 도호쿠·간토 지방이 심대한 피해를 받았다. 쟈니즈 사무소에서도 지진 발생 당초부터 소속 탤런트의 콘서트 등을 중지해, 콘서트 기재 운반용의 10톤 트럭이나 전원차 등을 재해지 구원에 내보내는 등의 지원 활동을 실시하고 있었지만, 한층 더 한걸음을 디딘 형태로 모금·자선 등의 활동을 실시하기 위해서 결성된 것이 본 프로젝트이다. 본 프로젝트에는 쟈니즈 사무소 소속의 모든 탤런트(2011년 3월 현재 83명) 및 쟈니즈 Jr.·연수생 등이 참가한다. 또한 쟈니즈의 모든 탤런트가 참가하는 프로젝트는 사상 최초. 프로젝트명은 “이재민에게 동행해 함께 걷는다”라고 하는 의미로 행진(March)과 지진 재해가 있던 3월의 영명을 걸었다.
시작으로 동년 4월 1 - 3일의 일정에 국립 요요기 경기장 제1체육관 앞의 광장에서, 소속 탤런트가 원칙 전원 참가하는 모금 이벤트를 실시하는 것 외, 5월 29일에는 도쿄 돔에서 Jr. 주체의 자선 야구 대회를 실시. 이후에도 월 1회 페이스로 자선 이벤트를 개최하였다. 8월에는 이 취지에 의해 앨범 〈SMAP AID〉가 발매되었다.
쟈니 키타가와 사장은 〈일단 1년 후를 목표로 성과를 발표한다〉라고 할 뿐으로, 〈일본이 원래대로 돌아갈 때까지 엔드리스로 활동한다〉라고도 말해, 특히 활동 기한을 정하지 않을 방침도 분명히 하고 있다.

## 같이 보기
- J-FRIENDS
- J-Fund